# Mattias Lech
Per Anders Mattias Lech, född Leck 4 november 1977 i Mockfjärd i Kopparbergs län, är en svensk skådespelare.

## Biografi
Lech är uppvuxen i Mockfjärd i Dalarna. Han studerade vid Teaterhögskolan i Malmö 2004–2008. Han gjorde sin praktik på Angereds teater i Göteborg där han medverkade i den kritikerhyllade The Mental State of Gothenburg 2006, som även blev uttagen till Teaterbiennalen i Örebro 2007. Han har också medverkat i Jösses flickor – Återkomsten på Malmö Stadsteater 2008, Blodsbröllop på Teater Halland 2009 och Macbeth på Romateatern 2010. 2010–2011 spelade han i Förvandlingen och 2012–2013 i 27, båda på Malmö Stadsteater.

## Teater

### Roller (ej komplett)
| År   | Roll                                                    | Produktion                                                     | Regi               | Teater                  |
| ---- | ------------------------------------------------------- | -------------------------------------------------------------- | ------------------ | ----------------------- |
| 2000 |                                                         | ...i alla sina dar                                             |                    | Nisserska teatern       |
| 2006 | Mattias Andersson                                       | The Mental States of Gothenburg Mattias Andersson              | Mattias Andersson  | Angereds teater         |
| 2007 |                                                         | VD Stig Larsson                                                | Henric Holmberg    | Teaterhögskolan i Malmö |
| 2007 |                                                         | Oskuld och arsenik Carl Jonas Love Almqvist                    | Erik Holmström     | Turteatern              |
| 2008 |                                                         | Fyrvaktarna (Gardiens de phare) Paul Autier och Paul Cloquemin | Rikard Lekander    | Farozonen               |
| 2008 | Nolltrenollåtta                                         |                                                                |                    |                         |
| 2008 |                                                         | Jösses flickor – Återkomsten Malin Axelsson                    |                    | Malmö Stadsteater       |
| 2008 |                                                         | Terrorism                                                      |                    | Teaterhögskolan i Malmö |
| 2009 |                                                         | Blodsbröllop (Bodas de Sangre) Federico García Lorca           |                    | Teater Halland.         |
| 2010 | Banquo, Duncans fältherre Läkaren, i tjänst hos Macbeth | Macbeth William Shakespeare                                    | Thomas Segerström  | Romateatern             |
| 2011 |                                                         | Förvandlingen                                                  |                    | Malmö Stadsteater       |
| 2012 |                                                         | 27                                                             |                    | Malmö Stadsteater       |
| 2012 |                                                         | Fucking måsen (Чайка, Tjajka) Anton Tjechov                    | Sunil Munshi       | Uppsala stadsteater     |
| 2016 | Johann Trollmann                                        | Boxaren Erik Norberg och Alexander Öberg                       | Alexander Öberg    | Örebro länsteater       |
| 2018 | Eilert Lövborg                                          | Hedda Gabler Henrik Ibsen                                      | Audny Chris Holsen | Rogaland teater, Norge  |